# Taraz
Taraz (kazakh: Тараз), antigament Talàs (kazakh: Талас), Jàmbil (kazakh: Жамбыл) o Djambul (rus: Джамбу́л), i Aulié-Ata (kazakh: Әулие́-Ата; rus: Аулие́-Ата; txagatai: اولياه اتا; persa: تراز) és una ciutat i centre de la província de Jàmbil al Kazakhstan. Està situada al sud del país, propera a la frontera amb el Kirguizstan, a la vora del riu Talas (o riu Taraz). Té una població d'uns 350.000 habitants i és una de les ciutats que més creix del país després d'Astanà (la capital) i Turquestan. Va celebrar el seu dos mil aniversari el 2001.

## Història
Hi ha nombroses evidències d'establiments molt matiners a la vall del Talas. En algunes coves i camps de la part oriental dels oasis de Talas i Assinski, a la serralada de Karatau, s'han trobat artefactes que demostren una població anterior al segle i aC, però l'arqueologia a la zona està encara en un estat preliminar. No hi ha dubte sobre l'assentament humà a l'edat del bronze, segurament per part de tribus escites, vers els segles viii i vii aC. Una font xinesa del segle i aC parla de la fortalesa construïda pel sobirà (chan-yu) Zhizhi vers la meitat del segle, que hauria estat al lloc de la moderna Taraz. La fortalesa es va conèixer com a Zhizhi pel sobirà xiongnu, i fou teatre de la batalla de Zhizhi l'any 36 aC amb els xinesos.
Al segle vi fou part del Kanat dels Turcs; l'Imperi Romà d'Orient va enviar un ambaixador al kan turc Muhan Khan i l'ambaixada encapçalada per Zemarc i Maniac va arribar a la ciutat de Talas a la cort d'Istami que governava els territoris occidentals amb el títol de yabghu. L'ambaixador persa es va presentar quasi al mateix temps, però Istami es va aliar amb l'Imperi Romà d'Orient. La ciutat no fou descrita fins anys després, però se sap que estava situada a la riba esquerra del riu Talas, i era una ciutat destacada de la ruta de la seda.
Talas fou descrita pel viatger xinès Xuanzang (Huan Tsiang), que hi va passar el 629. Ja s'havia introduït la llengua turca, L'alfabet de Talas, una variant del turc antic (Orkhon) rep el seu nom d'aquesta vila. Talas fou part del Kanat dels Turcs Occidentals quan el kanat dels Turcs es va dividir i després fou part dels dominis dels Kara Turcs (tàtars negres) en les lluites pel poder del kanat.
El moment més important de la història de la ciutat fou la batalla de Talas el 751 entre els xinesos Tang i els àrabs; els darrers van guanyar, però es va parar la seva progressió cap a orient, i lògicament la dels xinesos cap a l'Àsia central. Després d'aquesta batalla el paper, invenció xinesa, es va difondre pel món. El 766 els kara turcs foren derrotats pels karlucs que van acabar dominant el kanat.
Aquesta ciutat va existir fins al segle xiii i el lloc fou identificat per W. Barthold el 1936 i excavada per l'Acadèmia de Ciències de la Unió Soviètica el 1938
Després de la conquesta àrab de Transoxiana, el primer poder important que s'hi va establir fou el dels samànides. Al final del segle ix tenien la major part de l'Àsia central a les seves mans incloent la vall del Talas. Taraz devia ser una ciutat prospera amb una gran zona agrícola a la rodalia. L'islam hi fou introduït al segle x. Sota els karakhànides va arribar a una gran prosperitat i riquesa. Fou la seu d'un kan karakhànida i sota el seu kan Tugan Khan va fer una campanya contra Samarcanda, la va conquerir i per un temps la va governar. Kaixgar també fou ocupada i va estar sota domini de Talas durant 15 mesos. Al segle xii els karakhànides van perdre el poder i al final d'aquest segle la ciutat fou conquerida pels Kara-khitai.
El 1204 Ala al-Din Muhammad, xa de Coràsmia, va demanar ajut contra els gúrides al gurkhan dels kara-khitai, el seu nominal sobirà (que va enviar al general Tayanku-Taraz) i al kan karakhànida Uthman (1200-1212), senyor de Samarcanda. Amb aquest reforç Ala al-Din va derrotar els gúrides a Hazarasp (1204). Els kara-khitai van empaitar als gúrides i els van derrotar completament a Andhakui a l'est de Balkh (setembre-octubre del 1204). Uthman va fer aliança amb Ala al-Din i junts van ocupar Bukharà; la sobirania dels Coràsmia sobre els karakhànides de Transoxiana es va establir substituint a la dels kara-khitai. Aquests van reaccionar i van recuperar Samarcanda, però el general Tayanku fou fet presoner en una batalla lliurada en un lloc incert, potser a l'estepa de Talas (1210) i el domini d'Uthman com a vassall dels Coràsmia, es va consolidar. Talas va passar així a control de Coràsmia.
El 1219 fou ocupada pels mongols que van destruir la ciutat fins als fonaments.
Una nova ciutat que va sorgir al mateix lloc apareix esmentada com a Yani (Nova). Va pertànyer al ulus de Txagatai i els kans hi van emetre moneda fins al 1334. Sembla que després fou cremada per l'Horda d'Or, però s'havia restaurat el 1345. Al segle següent les comunicacions per mar cap a l'Índia van posar fi a la ruta de la seda.
El 1513 és esmentada com a possessió de les tribus kazakhes, com un petit establiment que fou integrat al kanat Kazakh. El 1723 la vall del Talas fou envaïda pels dzungars que la van dominar fins al 1755. Després hi van tornar els kazakhs i van començar a reparar el sistema de rec.
A inicis del segle xix la vall del Talas fou envaïda pels soldats del kanat de Kokand que van establir una fortalesa al lloc de la moderna Taraz. Fou anomenada inicialment Namangan-i Kochek ("Petit Namangan"), perquè els pobladors venien de la ciutat uzbeka de Namangan, però el 1856 fou rebatejada Aulié-Ata (Pare Sagrat), en honor del fundador de la dinastia karakhànida. Es va construir un mausoleu que volia imitar el de Karakhan. La ciutat no va parar de prosperar.
El 1864 Aulié-Ata es va rendir a les forces russes dirigides pel general Mikhail Grigórievitx Txerniàev després d'un curt setge i fou una de les fortificacions russes en la línia del Sirdarià. Es va crear un barri rus i es van fer noves construccions i vers 1870 ja hi vivien unes dos mil famílies. Fins a 1867 fou regida pels militars i el 1867 fou capçalera d'un uiezd que ocupava més o menys el territoris de la moderna província de Jàmbil i de la província de Talas al Kirguizstan. El 1876 es va obrir la primera escola russa i tenia uns 12000 habitants russos i sarts (sense comptar els kazakhs nòmades). El 1897 la població romania estabilitzada.
Fou capital del districte de Sirdarià (71097 km² i 297.004 habitants el 1896) al govern del Turquestan fins al 1917. El 1926 tenia 19.000 habitants i el 1939 uns 62.700. El 1936 va rebre el nom de Mirzoian (rus: Мирзоян) per Levon Mirzoian, un armeni que fou cap dels comunistes del Kazakhstan. El 1938, Mirzoian va ser executat durant la Gran Purga de Stalin, i la ciutat va canviar de nom a Djambul (rus: Джамбул) en honor a Jàmbil Jabàiev, un poeta i folklorista kazakh.
El 1944 va acollir a nombrosos deportats: txetxens, ingúixos, tàtars de Crimea, balkars, alemanys del Volga, etc. Tot i que als anys 1960 molts deportats van poder sortir del Kazakhstan, la ciutat va seguir creixent. Després de la independència del Kazakhstan el 1991 la crisi econòmica va fer tancar moltes fàbriques, i la demografia es va modificar. El 1992 la ciutat va agafar el nom Jàmbil ja en l'idioma kazakh (Жамбыл) i el 1997 fou rebatejada Taraz (Тараз). A partir del segle xxi va començar la recuperació. Es va agermanar amb Fresno (Califòrnia) i el 2001 amb Muncie a Indiana.

## Nota
1. ↑  General Conference30th Session, Paris 1999. unesco.org.
2. ↑  Ji, Xianlin (1985). Journey to the West in the Great Tang Dynasty. Xi'an: Shaanxi People's Press. p. 27